# Horch 850
Horch 850 — розкішний автомобіль із восьмициліндровим рядним двигуном, який німецький бренд Horch, що належав Auto Union, випустив у 1935 році як наступник 500 B (Horch 8). Приблизно 2200 автомобілів усіх варіантів було виготовлено на заводі Horch у Цвікау в період з 1935 по 1940 рік, поки виробництво не було припинено навесні 1940 року через війну.

## Двигуни
- 4.955 л OHC І8 100 к.с. (Horch 850/850 Sport)
- 4.955 л OHC І8 120 к.с. (Horch 851/951/951 A/853/853 A/855)

## Модифікації

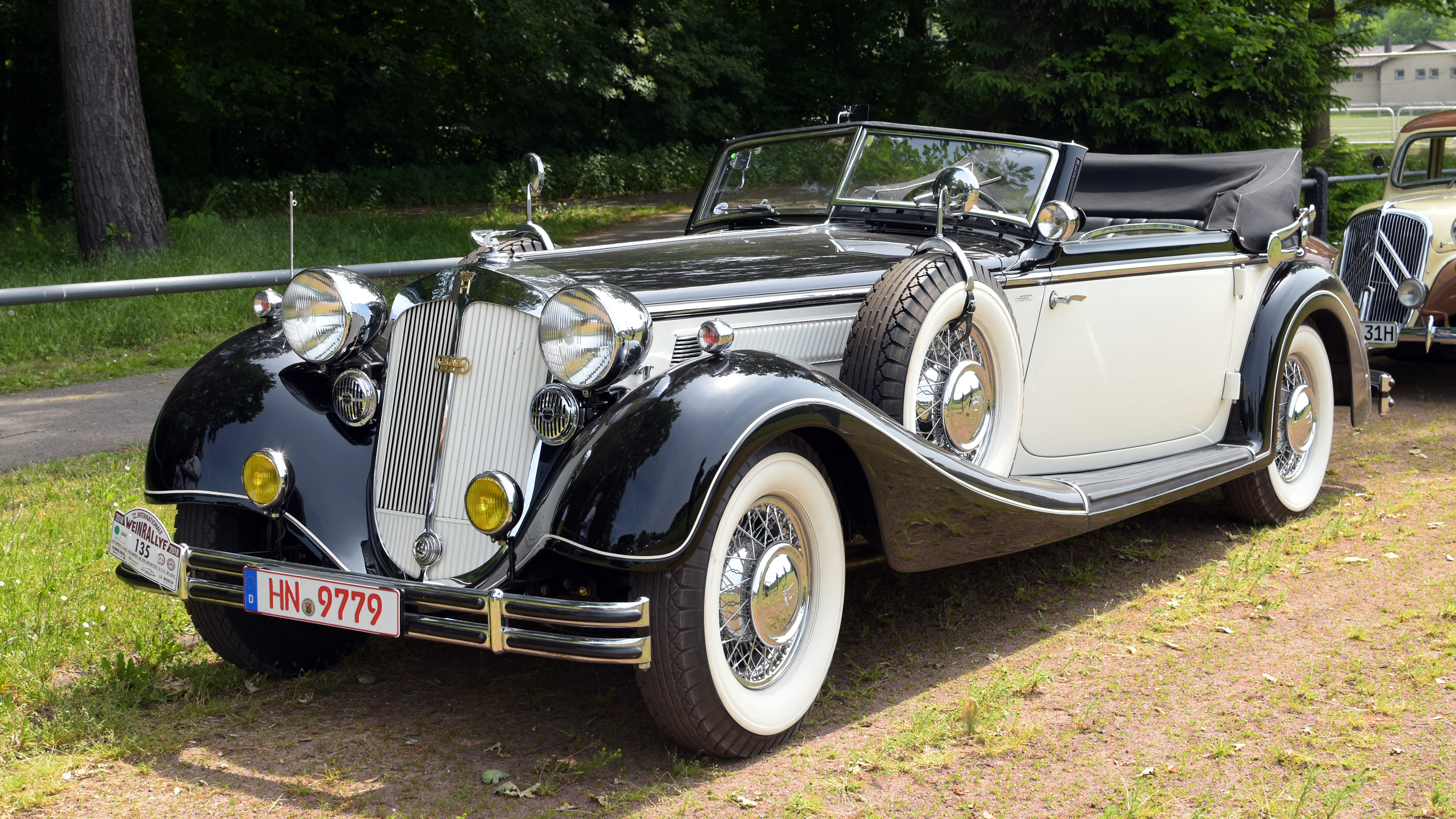
Horch 850
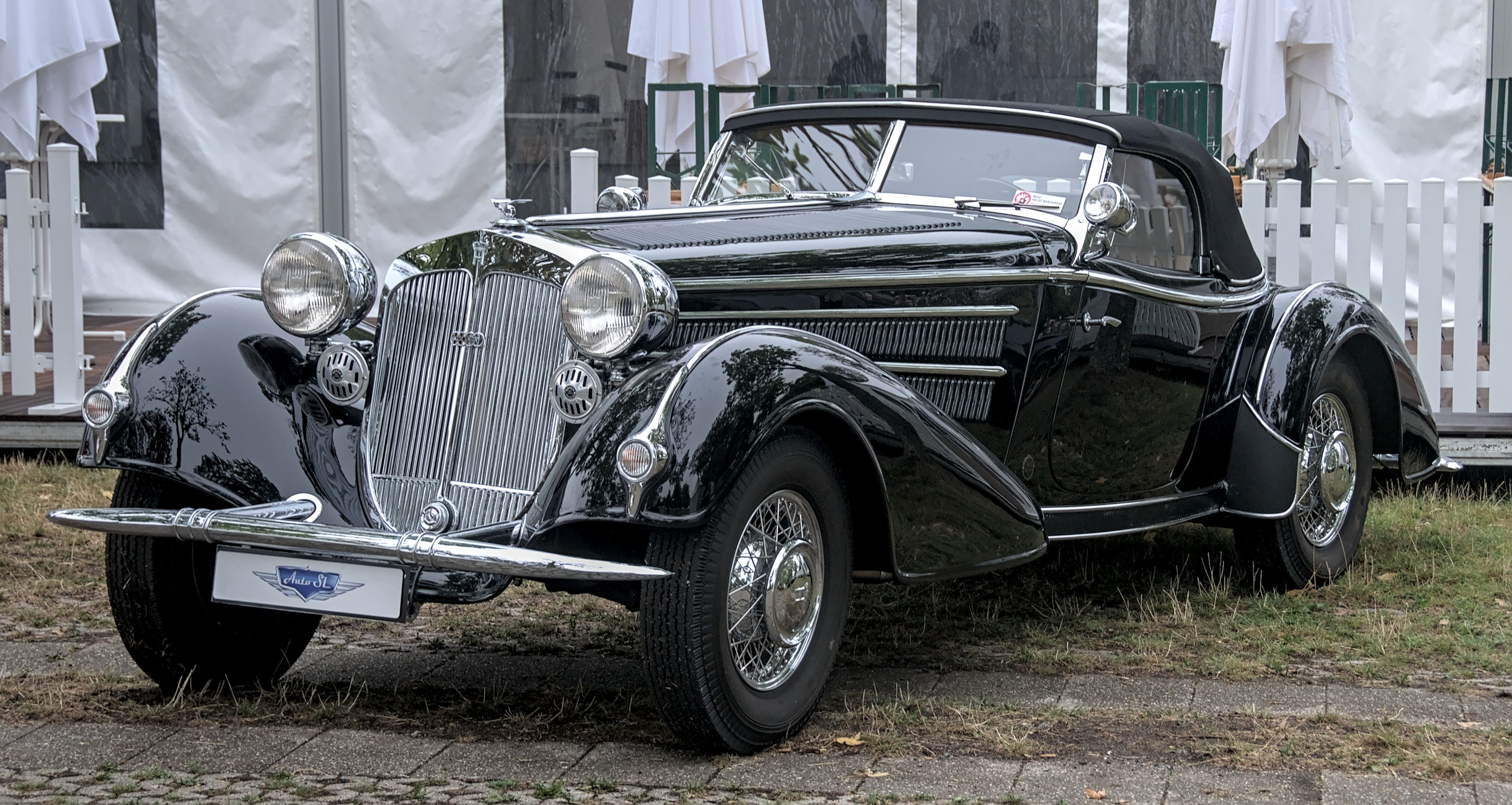
Horch 851
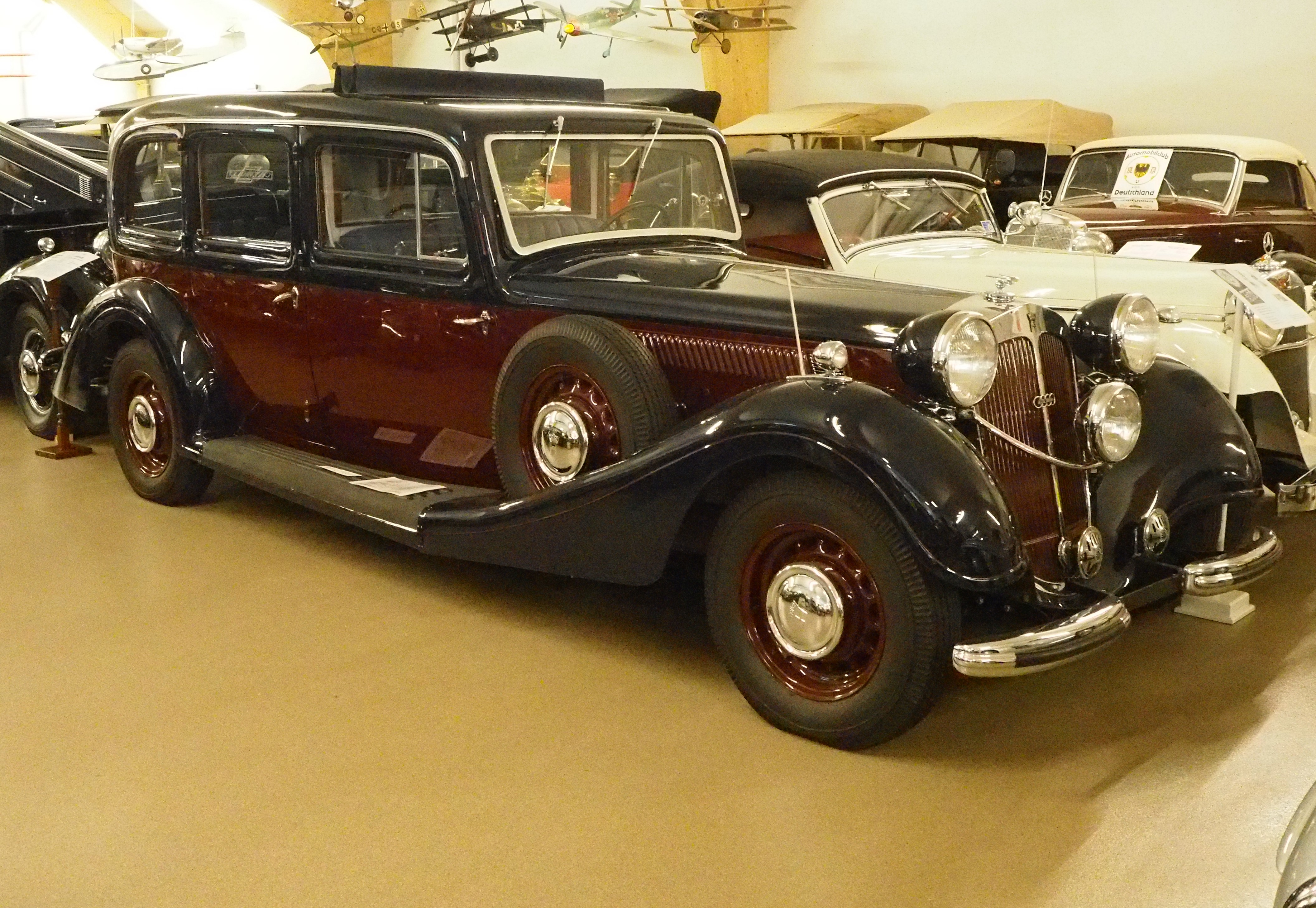
Horch 951
- Horch 951 A
- Horch 850 Sport
- Horch 853
- Horch 853 A
- Horch 855

- Horch 853
- Horch 855
- Horch 951